# 熊野英生
熊野 英生（くまの ひでお、1967年7月12日 - ）は、日本の経済学者。専門は金融政策、財政政策、金融市場、経済統計。第一生命経済研究所首席エコノミスト。山口県出身。

## 略歴
- 山口県山口市生まれ。山口大学教育学部附属山口中学校、山口県立山口高等学校卒業。
- 1990年3月 横浜国立大学経済学部卒業
- 1990年4月 日本銀行入行
  - 日本銀行調査統計局
  - 日本銀行情報サービス局
- 2000年7月 日本銀行退職
- 2000年8月 第一生命経済研究所入社
- 2011年4月 第一生命経済研究所首席エコノミスト

## 著書
- 『どうすればリスクに強くなれるか : 金融リテラシーのすすめ』近代セールス社、2002年2月。ISBN 4765007766。
- 『籠城より野戦で挑む経済改革』東洋経済新報社、2003年12月。ISBN 4492394206。
- 『デイトレのリアル!』洋泉社〈Yosensha paperbacks〉、2006年5月。ISBN 4862480314。
- 『3時間でつかむ金融の基礎知識 : 明日からの視点が変わる金融の見方・読み方』明日香出版社〈Asuka business & language books〉、2009年1月。ISBN 9784756912589。
- 『バブルは別の顔をしてやってくる』日本経済新聞出版社〈日経プレミアシリーズ〉、2010年2月。ISBN 9784532260699。
- 『本当はどうなの?日本経済 : 俗説を覆す64の視点』日本経済新聞出版社、2012年3月。ISBN 9784532355104。